# 小行星3338
小行星3338（英語：3338 Richter）是一颗围绕太阳公转的小行星。1973年10月28日，佛蒙特·伯根在陶腾堡发现了此天体。
这颗小行星的绝对星等为177.6850594702945等。